# Schkopp (Adelsgeschlecht)
Schkopp (auch Scoppin, Scoppo, Skopp) ist der Name eines schlesischen Uradelsgeschlechts.

## Geschichte
Das Geschlecht wurde mit dem herzoglichen Lehnsmann Johannes Scoppin (Johann Skopp) am 7. Januar 1320, mit dem auch die Stammreihe beginnt, erstmals als Herr auf Wohnwitz urkundlich genannt.
Die Familie verfügte über umfangreichen Gutsbesitz in Schlesien, besaß zeitweise auch einige Güter in der Neumark und der Lausitz.
Hermine (Erna) Auguste, geborene Behnke (1872–1944), Adoptivtochter des preußischen Generals der Infanterie Hermann von Schkopp (1833–1898), wurde am 10. September 1882 in Breslau mit dem Prädikat „von Schkopp“ und dem Wappen der uradeligen Familie in den preußischen Adelsstand erhoben. Sie heiratete am 29. Mai 1897 in Braunschweig den Oberstleutnant a. D. Gustav von Lind.

## Angehörige
- Bernhard von Schkopp (1817–1904), preußischer General der Infanterie, Gouverneur von Straßburg
- Eugen von Schkopp (1839–1925), preußischer Generalmajor
- Hermann von Schkopp (1833–1898), preußischer General der Infanterie, Gouverneur von Köln

## Wappen
Das Stammwappen (nach dem ältesten Siegel vom 1. Mai 1429): In Gold ein mit jeder Vorderpranke eine rote Kugel haltender, mit schwarzer (brauner) Mönchskutte bekleideter, zweischwänziger gekrönter roter Löwe. Auf dem gekrönten Helm mit rot-goldenen Decken der Löwe wachsend.

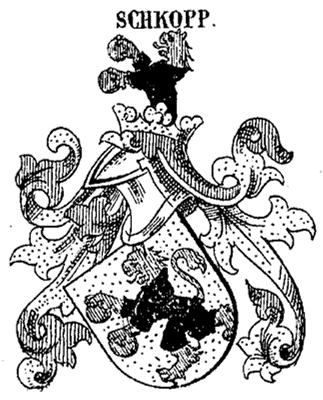
Wappen derer von Schkopp bei Johann Siebmacher
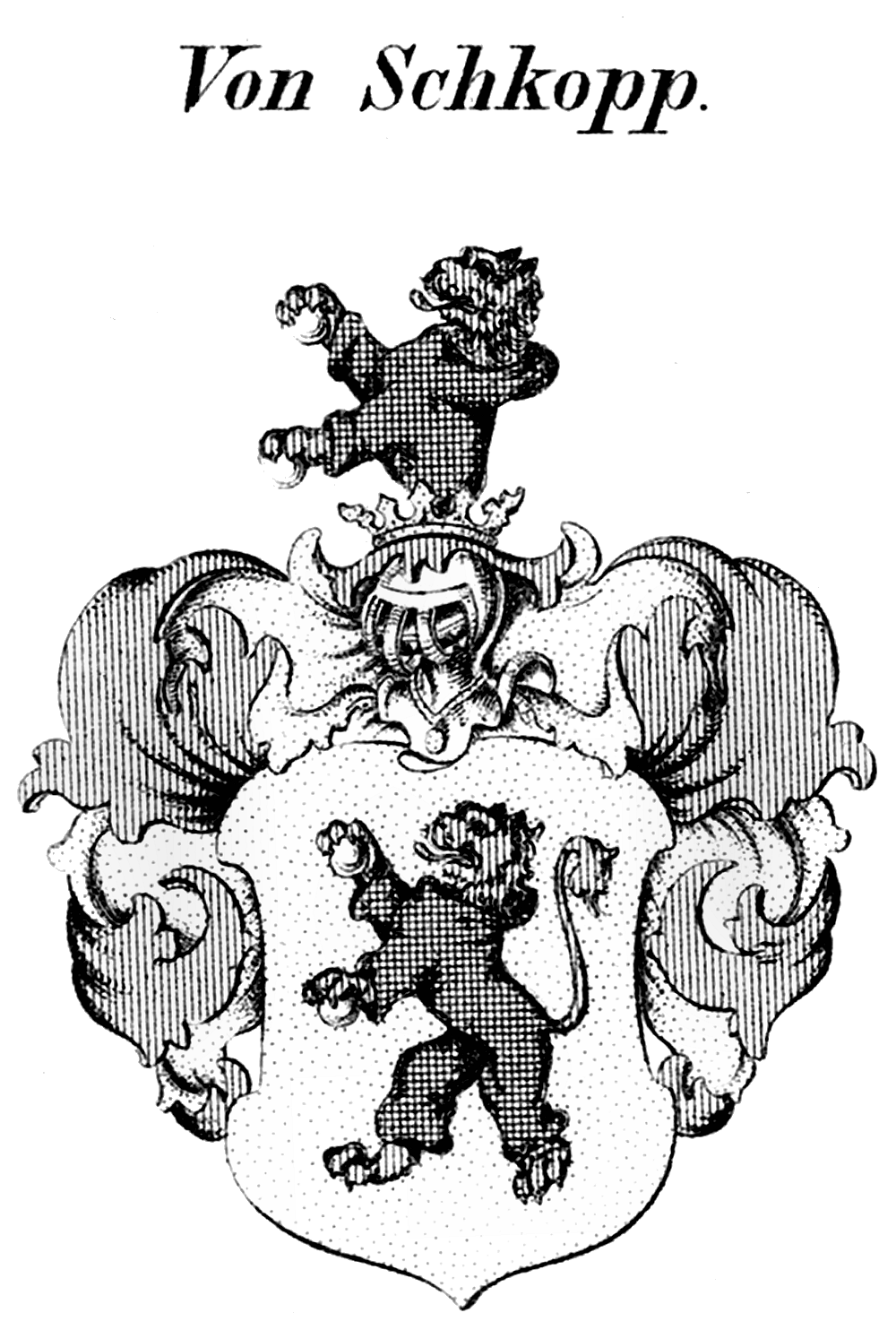
Wappen derer von Schkopp
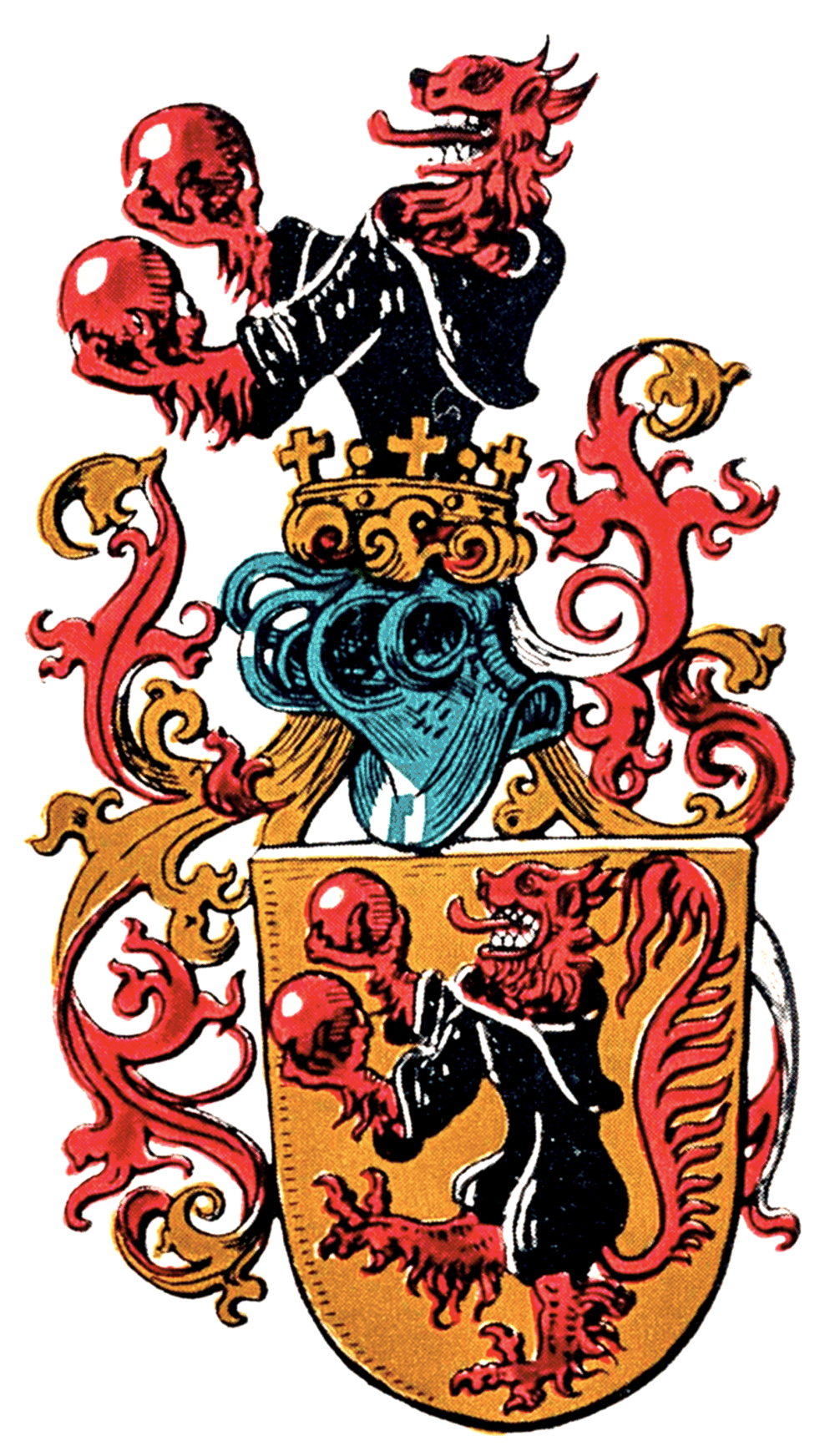
Wappen derer von Schkopp (Rudolf Stein)